# Sonata per a violí en sol menor (HWV 364a)
La Sonata per a violí en sol menor (HWV 364un) fou composta entre 1722 i 1724 per Georg Friedrich Händel. Està escrita per a violí i teclat (clavicèmbal). L'obra també es coneix com a Opus 1 núm. 6, i va ser publicada el 1732 per Walsh. Altres catàlegs de música de Händel la referencien com a HG xxvii,22; i HHA iv/18,6. També apareix com a HG xlviii,118 (amb una part extra per a orgue (Organo).
En ambdues edicions, la de Walsh i la de Chrysander, s'indica que la sonata és per a oboè, i se la denomina Sonata VI. No se sap si Händel va autoritzar el canvi d'instrument, però el fet que la peça contingui notes que van més enllà del rang de l'oboè suggereixi que no. En el manuscrit original de Händel s'indica que la sonata seria adequada "per la Viola da Gamba"—i la versió de l'obra per aquest instrument, Sonata per a viola de gamba en sol menor, s'ha designat com a HWV 364b.
Una interpretació típica dura una mica més de 7 minuts.

## Moviments
La sonata consta de quatre moviments:
| Núm. | Tipus     | Tonalitat | Mètrica | Compassos | Notes |
| ---- | --------- | --------- | ------- | --------- | --- |
| 1    | Larghetto | Sol menor | 4/4     | 17        | Acaba amb un breu adagio i un acord de re major. |
| 2    | Allegro   | Sol menor | 4/4     | 45        | |
| 3    | Adagio    | Mi♭ major | 3/4     | 11        | Acaba amb un acord de re major. |
| 4    | Allegro   | Sol menor | 12/8    | 30        | Té dues seccions (10 i 20 compassos), cadascuna amb signes de repetició. Comença en sol menor, però aviat afegeix detalls de color d'altres tonalitats. |

(Els moviments no contenen signes de repetició llevat que s'indiqui. El nombre de compassos està agafat de l'edició de Chrysander, i és el nombre que apareix en el manuscrit, sense incloure signes de repetició.)